# Banche
Die Banche ist ein Fluss im Westen von Frankreich, der im Département Ille-et-Vilaine der Region Bretagne nördlich der Stadt Rennes verläuft.

## Geografie

### Verlauf
Die Banche entspringt im südlichen Gemeindegebiet von Saint-Marcan, verläuft generell Richtung Westnordwest und mündet nach rund 23 Kilometern bei Le Vivier-sur-Mer, an der Grenze zwischen den Nachbargemeinden Mont-Dol und Cherrueix in den Mündungsbereich des Guyoult. Nach Erreichen der Küstenebene verläuft die Banche unter dem Namen Canal de la Banche nach Dol-de-Bretagne und danach etwas weiter nördlich davon unter dem Namen Vieille Banche wieder zurück. Obwohl zwischen diesen beiden Wasserläufen eine namenlose abkürzende Kanalverbindung besteht, wird diese in der französischen Gewässerdatenbank Sandre nicht in den Flusslauf integriert.

### Orte am Fluss
(Reihenfolge in Fließrichtung)
- Le Racoin, Gemeinde Saint-Marcan
- Saint-Marcan
- Colombel, Gemeinde Saint-Marcan
- Saint-Broladre
- L’Épinay, Gemeinde Saint-Broladre
- Bacillé, Gemeinde Cherrueix
- La Marminerie, Gemeinde Baguer-Pican
- Dol-de-Bretagne
- Le Pont Labbat, Gemeinde Mont-Dol
- La Métairie de la Banche, Gemeinde Mont-Dol
- Les Rigoulais, Gemeinde Cherrueix
- Le Pont Léchard, Gemeinde Mont-Dol
- Le Vivier-sur-Mer